# Manfred Steffen
Manfred Ludolf Steffen (* 28. Juni 1916 in Hamburg; † 22. Januar 2009 in Halstenbek) war ein deutscher Schauspieler, Hörspielsprecher und Synchronsprecher.

## Leben

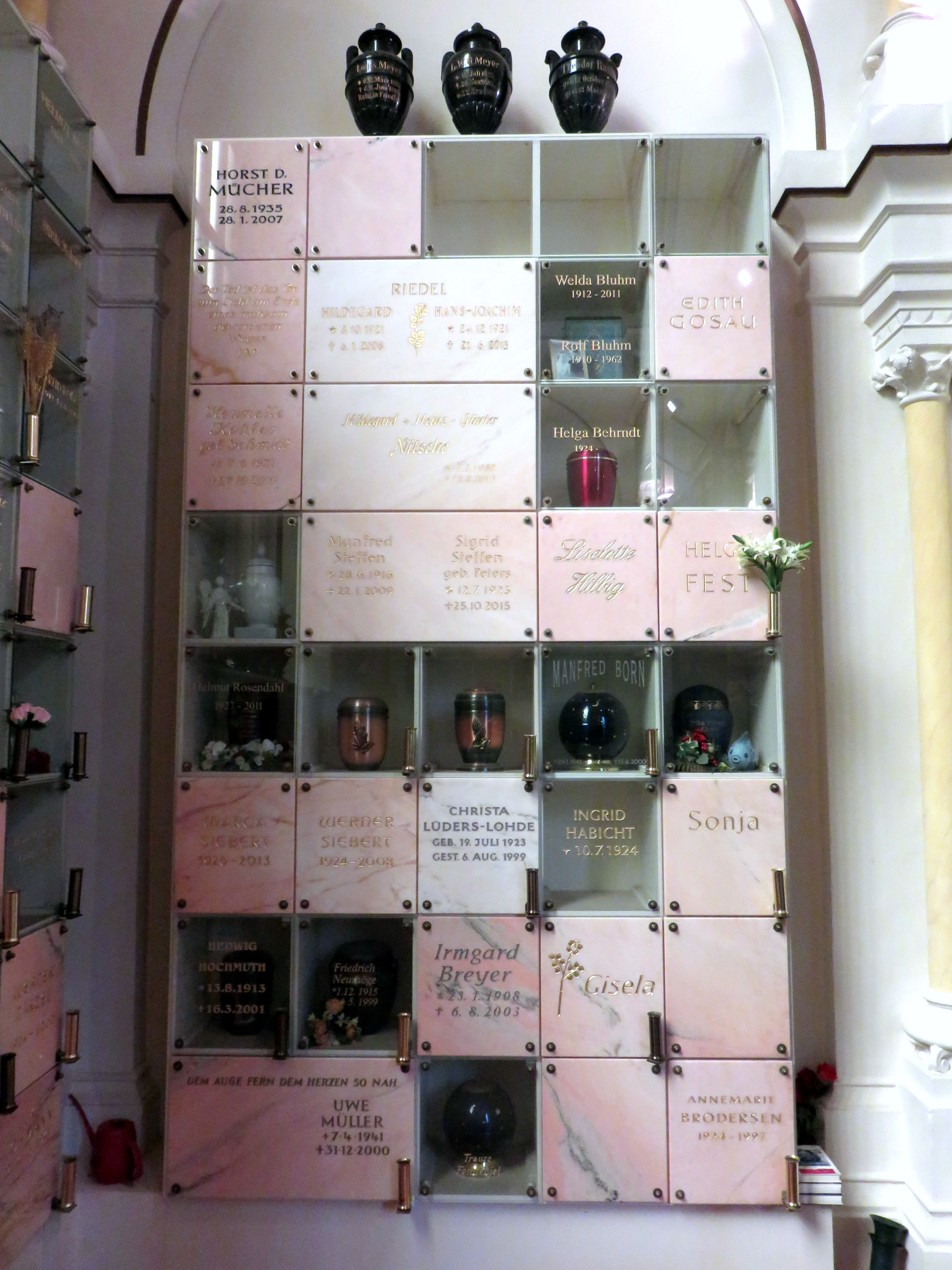
Urnenfach-Gedenkplatte Manfred und Sigrid Steffen im Kolumbarium Kapelle 8 auf dem Friedhof Ohlsdorf

Nach dem Abitur 1937 nahm Manfred Steffen in Hamburg Schauspielunterricht bei Willy Maertens. Er debütierte 1939 am Theater Oberhausen und war von 1941 bis 1943 am Stadttheater Aachen sowie von 1943 bis 1945 am Staatstheater Dresden engagiert.
Nach Ende des Zweiten Weltkriegs arbeitete er zunächst als Nachrichtensprecher bei Radio Hamburg, dem späteren NWDR. Ab 1947 war Steffen festes Ensemblemitglied am Thalia-Theater in Hamburg und in über 250 Bühnenrollen zu sehen. Im Fernsehen spielte er ab 1997 im vorgerückten Alter sieben Jahre lang neben Heinz Reincke in den Heimatgeschichten des Norddeutschen Rundfunks. Einen Namen machte er sich auch als Hörspiel- und Synchronsprecher, darunter für zahlreiche Stoffe der schwedischen Kinderbuchautorin Astrid Lindgren.
1980 erhielt Manfred Steffen von den Mitgliedern der Hamburger Volksbühne den Ehrenpreis Silberne Maske. 1987 ehrte ihn der Senat der Freien und Hansestadt Hamburg mit der Biermann-Ratjen-Medaille für seine künstlerischen Verdienste um die Stadt. 1990 erhielt das Hörspiel Ein Nebulo bist Du von Jens Sparschuh den renommierten Hörspielpreis der Kriegsblinden, in dem Steffen für seinen Monolog als Diener Martin Lampe des Immanuel Kant ausgezeichnet wurde.
In der deutschen Hörspielproduktion, der Herr der Ringe von 1992, sprach er die Rolle des Zauberers Gandalf.
Von 1996 bis 2000 sprach er ebenfalls die Rolle des Erzählers und damit gleichzeitig alle Charaktere in der populären Kinderserie „Thomas, die kleine Lokomotive und seine Freunde“ in den ersten fünf Staffeln und bis 2006 auch in sämtlichen Hörspielen basierend auf der Serie.
Im Januar 2009 starb Manfred Steffen im Alter von 92 Jahren und wurde auf dem Ohlsdorfer Friedhof im Kolumbarium der Kapelle 8 beigesetzt. Er war seit 1943 mit seiner Ehefrau Sigrid geb. Peters (1923–2015) verheiratet.

## Auszeichnungen
1968 übergab Willy Maertens den Albert-Bozenhard-Ring an Steffen. Dieser reichte ihn 2006 an Christoph Bantzer weiter.

1992 erhielt Steffen den Kulturpreis des Kreises Pinneberg.

## Filmografie
- 1955: La Brige und das Gesetz (als Lonjumel)
- 1955: Drei Tage Mittelarrest
- 1957: Lemkes sel. Witwe
- 1958: Stahlnetz: Mordfall Oberhausen (als Fotohändler Selhof)
- 1958: Dr. Crippen lebt
- 1959: Die Nacht vor der Premiere
- 1960: Frau Warrens Gewerbe
- 1961: Geliebte Hochstaplerin
- 1961: Die toten Augen von London
- 1961: Schau heimwärts, Engel
- 1961: Im 6. Stock
- 1962: Der Biberpelz
- 1965: Gestatten, mein Name ist Cox – Das vierte Manuskript
- 1966: Hafenpolizei – Schlangenjagd
- 1966: Der schwarze Freitag (als Ferris)
- 1967: Die Unverbesserlichen … und ihr Optimismus (als Dr. Kress)
- 1967: Das Fräulein (Fernsehfilm)
- 1968: Herr Kannt gibt sich die Ehre
- 1968: Sir Roger Casement
- 1972: Hoopers letzte Jagd (als Mr. Ferguson)
- 1972: Hamburg Transit – Bitte die Fahrkarten (als Zugführer)
- 1975: Sonderdezernat K1 – Doppelspiel (als Herr Eggerth)
- 1975: Preußens Justitia (als Friedrich II.)
- 1977: Sonderdezernat K1 – MP-9 mm frei Haus (als Otto Jacobs)
- 1989: Die Männer vom K3 – Der Mann im Dunkeln
- 1991–1993: Tim und Struppi (als Professor Bienlein)
- 1993: Tatort: Flucht nach Miami (als Rentner Kurt Schoenflies)
- 1993: Tatort: Die Zärtlichkeit des Monsters (als Rentner Albert Pößmann)
- 1994: Derrick – Eine Endstation
- 1994: Die indische Ärztin (als Dr. Feuerlein)
- 1994: Felidae (Stimme von Gustav)
- 1995: Großstadtrevier – Die heiligen drei Königinnen
- 1996: Atemlos durch die Nacht (als Julius Kuchenbecker)
- 1996–2000: Thomas die kleine Lokomotive & seine Freunde (als Erzähler)
- 1998: Heimatgeschichten mit Heinz Reincke
- 1999: Ich liebe meine Familie, ehrlich (als Eckard Born)
- 2006: Großstadtrevier – Terror Tammy (als Herr Böcke)

## Hörspiele
- 1952: Gestatten, mein Name ist Cox – Mord ist strafbar (Ein Spaßvogel im Kampf mit der Unterwelt) (als Kriminalassistent Collins), mit Carl-Heinz Schroth – Regie: Hans Gertberg
- 1954: Unter dem Milchwald von Dylan Thomas (als Mr. Pritchard) – Regie: Fritz Schröder-Jahn (NWDR Hamburg)
- 1959: Gestatten, mein Name ist Cox – Mord auf Gepäckschein 3311 (als Privatdetektiv Thomas Richardson), mit Erwin Linder – Regie: S. O. Wagner
- 1960: Strafentscheid von Michael Brett – Regie: Günter Siebert (RB)
- 1961: Wolfgang Weyrauch: Totentanz (Redner) – Regie: Martin Walser (Hörspiel – BR/NDR)
- 1967: Pastorale 67 (als Mack), mit Horst Bollmann – Regie: Fritz Schröder-Jahn
- 1976: Ein höchst gefährlicher Toter (als Kommissar Simon Paulet) – Regie: Günter Siebert (Hörspiel – Radio Bremen)
- 1979: Servus Opa, sagte ich leise (als Opa Nidetzky) – Buch: Elfie Donnelly
- 1981: Die große Reise (u. a. als Urväterchen)
- 1982: Die drei ???: Folge 31 – Das Narbengesicht (als Albert Hitfield) und Folge 32 – Der Ameisenmensch (als Dr. Charles Woolley)
- 1982: Fünf Freunde: Folge 19 – Auf Schmugglerjagd (als Herr Schwarz)
- 1983: Flash Gordon: Folge 9 – Die Bestie aus dem Weltall (als Kapitän Sloane)[3]
- 1983: Edgar Wallace: Folge 1 – Die toten Augen von London (Hörspiel – EUROPA)
- 1984: Widerliche Zeiten: Folge 3 – Flucht vor dem Monster (als Zollbeamter)
- 1985: Masters of the Universe (als Webstor der Spinnenmensch)
- 1985: Lucky Luke Serie von RCA (als Erzähler)
- 1986: Der Name der Rose (als Abbo der Abt) – Regie: Otto Düben
- 1987: Die drei ???: Folge 41 – Das Volk der Winde (als Pamir, alias old Tom)
- 1988: Eine süße Stimme von Hans Kasper; Regie: Horst Loebe (RB)
- 1988: Margaret Millar: McCowneys Wunder – Regie: Norbert Schaeffer (Hörspiel – NDR)
- 1988: Pippi plündert den Weihnachtsbaum und andere Geschichten
- 1989: Guck mal, Madita, es schneit! (als Erzähler)
- 1989: Weihnachten in Bullerbü und andere Geschichten (als Erzähler)
- 1989: Ein Nebulo bist Du (als Martin Lampe, Diener des Immanuel Kant)
- 1990: Unternehmen Jocotobi: Ein Drachen und ein Schatz (als Dr. Felix Dax)
- 1990: Ralph ist zurück (als Onkel)
- 1991: J. R. R. Tolkien: Der Herr der Ringe – Regie: Bernd Lau (als Gandalf und Saruman)
- 1991: Karl-Heinz Bölling: Der Rentner – Regie: Hans Gerd Krogmann
- 1992: Lotta kann Radfahren (als Erzähler)
- 1992: Nils Karlsson Däumling (als Erzähler)
- 1992: Junker Nils von Eka (als Erzähler)
- 1992: Der Drache mit den roten Augen (als Erzähler)
- 1992: Sonnenau (als Erzähler)
- 1994: Das Geburtstagsgeschenk (als Onkel) Regie: Hartmut Kirste[4]
- 1995: Hilfe, die Herdmanns kommen (als Erzähler)
- 1996: Die Schatzinsel (als Erzähler)
- 1996: Weihnachten in Bullerbü (als Erzähler)
- 1997: Bernie, Hardie & Co. (als Onkel Karl)
- 1997: Die drei ???: Folge 78 – Das leere Grab (als Albert Hitfield)
- 1998: Wie gut, dass es Weihnachtsferien gibt, sagte Madita (als Erzähler)
- 1999: Friedhof der Kuscheltiere
- 2001–2006: Thomas die kleine Lokomotive & seine Freunde (als Erzähler)
- 2002: Ich will auch in die Schule gehen (von Astrid Lindgren) (als Erzähler)
- 2003: Das Weihnachtsgeheimnis (als Sprecher)
- 2003: Die Räuber vom Liang Schan Moor (als Erzähler)
- 2007: Barclay und Felipe (als Felipe)[5]